# Sedum carinatifolium
Sedum carinatifolium är en fetbladsväxtart som först beskrevs av Robert Theodore Clausen, och fick sitt nu gällande namn av Perez-calix. Sedum carinatifolium ingår i Fetknoppssläktet som ingår i familjen fetbladsväxter. Inga underarter finns listade i Catalogue of Life.